# Louise (Mississipi)
Louise és una població dels Estats Units a l'estat de Mississipi. Segons el cens del 2000 tenia 315 habitants.

## Demografia
Segons el cens del 2000, Louise tenia 315 habitants, 117 habitatges, i 80 famílies. La densitat de població era de 715,4 habitants per km².
Dels 117 habitatges en un 25,6% hi vivien nens de menys de 18 anys, en un 45,3% hi vivien parelles casades, en un 21,4% dones solteres, i en un 30,8% no eren unitats familiars. En el 24,8% dels habitatges hi vivien persones soles l'11,1% de les quals corresponia a persones de 65 anys o més que vivien soles. El nombre mitjà de persones vivint en cada habitatge era de 2,69 i el nombre mitjà de persones que vivien en cada família era de 3,28.
Per edats la població es repartia de la següent manera: un 26,3% tenia menys de 18 anys, un 8,9% entre 18 i 24, un 26% entre 25 i 44, un 24,8% de 45 a 60 i un 14% 65 anys o més.
L'edat mediana era de 34 anys. Per cada 100 dones de 18 o més anys hi havia 75,8 homes.
La renda mediana per habitatge era de 28.750 $ i la renda mediana per família de 31.875 $. Els homes tenien una renda mediana de 25.625 $ mentre que les dones 22.500 $. La renda per capita de la població era de 14.658 $. Entorn del 14% de les famílies i el 13,2% de la població estaven per davall del llindar de pobresa.

## Poblacions més properes
El següent diagrama mostra les poblacions més properes.